# Fiammetta Wilson

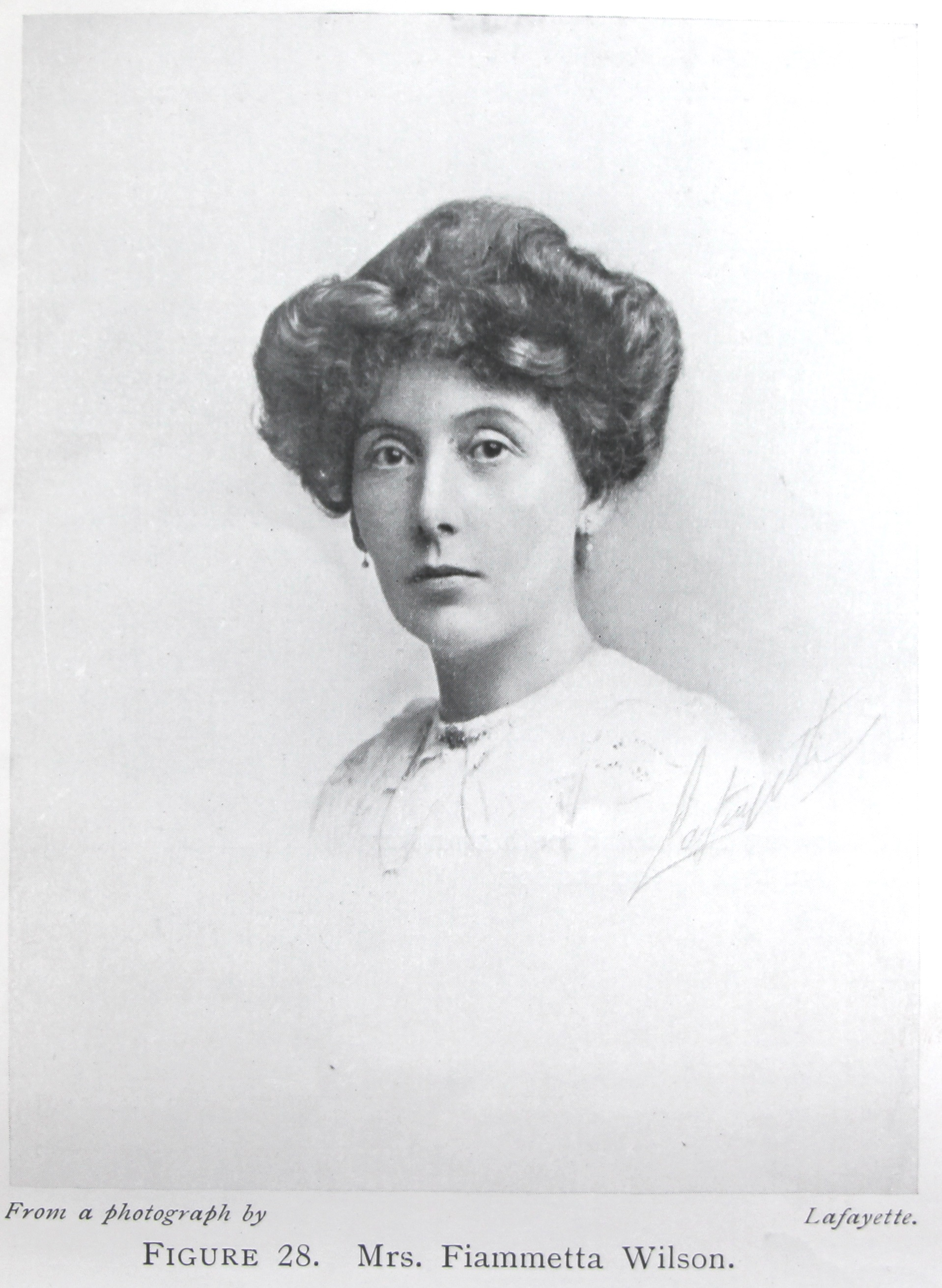
Ritratto di Fiammetta Wilson dello studio Lafayette

Fiammetta Wilson nata Helen Frances Worthington (19 luglio 1864 – 21 luglio 1921) è stata un'astronoma e musicista inglese.

## Vita e formazione
Fiammetta Wilson nasce Helen Frances Worthington il 19 luglio 1864 da Helen Felicite Worthington e Francis Samuel Worthington. Suo padre è stato un medico-chirurgo con interessi paralleli per le scienze naturali. Egli infatti ha incoraggiato Fiammetta a proseguire gli studi scientifici oltre a coltivare la musica e la scrittura.

## Matrimoni e identità
Il 29 ottobre 1889, sposa Herbert William Webster a Londra. Webster era un cantante e insegnante di musica in una famiglia di ecclesiastici.  Tuttavia la coppia si separa, forse intorno all'estate del 1898.
Dal 1897 almeno al 1916, Helen insegna mandolino e diventa direttrice d'orchestra alla Guildhall School of Music. Eccelle nella direzione di orchestre d'archi e spesso scrive anche musica.
Dal 23 settembre 1901 cambia il suo nome in Fiammetta Waldahoff. Fiammetta significa "piccola fiamma" in italiano, ed è il nome di una delle donne protagoniste del Decameron di Giovanni Boccaccio. Tuttavia le sue ragioni per scegliere il cognome Waldahoff sono completamente sconosciute.
Il 2 febbraio 1907, Helen avvia una procedura di divorzio, citando l'abbandono e l'adulterio del marito nel 1898.Una volta ottenuto il divorzio, il 29 febbraio 1908, Helen sposa Sydney Arthur Wilson a Londra.

## Carriera
Dopo aver frequentato le lezioni dell'astrofisico Alfred Fowler all'Imperial College of Science and Technology di Londra, si interessa completamente all'astronomia abbandonando musica e vita sociale. Lei e il suo secondo marito, Sydney Arthur Wilson, sono eletti componenti della British Astronomical Association (BAA) il 23 febbraio 1910. Come parte della BAA osserva e pubblica numerosi dati su aurore, luce zodiacale, comete e meteore.
Dedita al suo lavoro si astronoma, si racconta non passasse un secondo senza che osservasse il cielo. 
Tra gli anni 1910 e 1920, Wilson osserva circa 10.000 meteore e calcola accuratamente il percorso di 650 di queste. Nel 1913, effettua osservazioni della cometa Westphal mentre stava attraversando la volta celeste. Nel 1916, anche a seguito di numerose pubblicazioni, è eletta membro della Royal Astronomical Society. Inoltre diviene membro sia della Société astronomique de France che della Société d'astronomie d'Anvers. Nel luglio 1920 fu nominata alla EC Pickering Fellowship,  ma muore lo stesso mese senza esserne informata

## Altri interessi
Oltre alla passione per l'astronomia le piaceva ballare e studiare le lingue straniere come l'italiano, il francese e il tedesco. Amava gli animali, ed è stata un'amazzone di grande talento. Prima di interessarsi all'astronomia, ha scritto numerosi racconti su riviste.

## Pubblicazioni
- Fiammetta Wilson, Clusters and Nebulae visible with Small Optical Means, in Journal of the British Astronomical Association, vol. 27, n. 72, November 1916.[10]
- Fiammetta Wilson, The Meteoric Shower of January, in Monthly Notices of the Royal Astronomical Society, vol. 78, January 1918,  pp. 198-199, Bibcode:1918MNRAS..78..198D, DOI:10.1093/mnras/78.3.198.